# 汪阳东
汪阳东（1973年7月—），安徽安庆人，现任中国林业科学研究院院长。

## 生平
1996年毕业于安徽师范大学生物专业，1999年于中国林业科学研究院获硕士学位，同年进入中国林业科学研究院亚热带林业研究所工作。2007年于中国林业科学研究院获博士学位。2016年在美国北卡罗莱纳州立大学做访问学者。曾任中国林业科学研究院亚热带林业研究所副所长，党委书记、所长等职务。2023年1月，任中国林业科学研究院分党组成员、副院长。2024年8月，任中国林业科学研究院院长、分党组副书记。

## 学术贡献
主要从事栎树、山苍子等林木遗传育种研究。主持科技创新2030-重大项目、国家自然科学基金项目等项目20余项，在Nature Communications等发表论文100多篇，获授权发明专利12件。是国家林草局“特色林木资源育种与培育”创新团队负责人，浙江省万人计划科技创新领军人才。

## 社会兼职
全国经济林产品标准化技术主任委员，中国林学会理事，中国林学会栎树分会主任委员，《林业科学》编委会副主任。